# Navares de las Cuevas
Navares de las Cuevas é um município da Espanha na província de Segóvia, comunidade autónoma de Castela e Leão, de área km² com população de 32 habitantes (2007) e densidade populacional de 1,64 hab/km².

## Demografia
| Variação demográfica do município entre 1991 e 2004 | Variação demográfica do município entre 1991 e 2004 | Variação demográfica do município entre 1991 e 2004 | Variação demográfica do município entre 1991 e 2004 |
| --------------------------------------------------- | --------------------------------------------------- | --------------------------------------------------- | --------------------------------------------------- |
| 1991                                                | 1996                                                | 2001                                                | 2004                                                |
| 29                                                  | 26                                                  | 30                                                  | 31                                                  |